# Musée Bernadotte
Le musée Bernadotte est situé à Pau (Pyrénées-Atlantiques), à la limite du Quartier du Hédas. Le musée retrace la vie et le parcours de Jean-Baptiste Bernadotte qui devint maréchal d'Empire puis roi de Suède et de Norvège.

## Le bâtiment
Le musée municipal est implanté au sein de la maison natale de Bernadotte, classée monument historique depuis 1953. Il s'agit d'une bâtisse bourgeoise typiquement béarnaise datant du XVIIIe siècle. La « maison Balagué » offre toutes les caractéristiques d'une demeure de ville béarnaise de ce siècle là : construction en galets, briques et pierres de taille, galeries de bois sur cour. Les pièces témoignent du cadre de vie traditionnel d'une famille béarnaise de l'époque.

## La constitution du musée
Le 17 mai 1841,  le Conseil Municipal et le maire Nougué de la ville de Pau, reçurent une proposition de la Suède de racheter l'immeuble. Une commission fut formée à cet effet, mais les discussions ne purent aboutir. Charles XIV Jean meurt trois ans plus tard le 8 mars 1844 à Stockholm.
De nombreuses années s'écoulèrent et de multiples changements, dus à la vétusté des immeubles de la Rue Neuve des Cordeliers (aujourd'hui Rue Bernadotte), modifiaient l'aspect de la « maison Balagué », seule restée intacte.
A l'occasion des passages à Pau des rois de Suède ou des membres de la famille royale de Suède, la maison natale du Maréchal était l'objet d'une visite.
La maison fut ainsi visitée en 1872 par la reine Joséphine, en 1878 par Gustave V, alors prince royal, en 1892 par Oscar II, qui revint en 1899, et finalement par le Duc de Sudermanie, futur roi Charles XIII de Suède.
En 1928, le docteur Philippe Tissié entreprit de nouvelles démarches. Lors d'un diner franco-suédois à Paris, Tissié évoqua son vœu de voir se concrétiser une solution pour la préservation de ce patrimoine urbain.

« un musée soit constitué dans la maison natale de Bernadotte à Pau, pour servir d'union entre les deux peuples dans leurs mutuels souvenirs et leurs plus intimes rapports économiques. »

— Philippe Tissié
Les discussions furent enterrées, mais l'idée suivit son chemin.
En 1935, la maison natale de Bernadotte était mal entretenue et dans un mauvais état. Les diverses personnes intéressées par l'histoire de Pau, ainsi que la municipalité de la ville, commencèrent alors à discuter sur le devenir de ce bâtiment au riche passé. Une société, « l'Association des Amis du Musée Bernadotte »,  fut donc constituée afin de sauvegarder les intérêts de la maison. Une première collection d'objet ayant appartenu à Bernadotte fut donc rassemblée.
Durant la guerre, le musée fut fermé, et la situation financière de la société devint particulièrement précaire. Le maire de l'époque, Louis Sallenave, reprit le dossier en main afin de permettre la réouverture du musée dans de bonnes conditions. Il prit ainsi contact avec l'ambassadeur de Suède en France pour monter un projet financier viable. L'ensemble de la maison natale et les collections appartenant à la Société Bernadotte furent donc rachetées par la ville de Pau, avec un financement à moitié par la ville et l'autre moitié par la couronne de Suède.
Gunnar Lundberg, directeur de l'Institut Tessin, fut chargé d'installer le musée Bernadotte par le prince héritier de l'époque Gustave VI Adolphe.
En 2018, afin de célébrer le bicentenaire de l’avènement de Jean-Baptiste Bernadotte sur le trône de Suède, Carl XVI Gustaf, la reine Silvia, la princesse héritière Victoria et le prince Daniel se sont rendus dans la maison natale restaurée, du fondateur de la dynastie,.
Au XXIe siècle, la coopération entre la France et la Suède continue. Le maire François Bayrou, envisage notamment des travaux au musée.

## Les collections
La donation Lundberg compose toujours l'essentiel des collections du musée, même si des ajouts successifs ont été faits de la part des différents rois de Suède.  La vie de Bernadotte est ainsi évoquée, du jeune soldat du roi, au général de la Révolution, puis maréchal de Napoléon, jusqu'au prince héritier et enfin roi de Suède et de Norvège.
Peintures, miniatures, aquarelles, dessins, gravures, tabatière, porcelaines, livres et imprimés rares, monnaies et médailles, lettres dépêches, souvenirs personnels (sabre, éperons, gants) font partie de la collection.
La lettre dans laquelle Napoléon autorise Bernadotte à répondre favorablement à sa nomination comme prince héritier de Suède fait partie de la collection présentée au musée. L'iconographie royale est également très présente avec de nombreux documents, gravures et peintures, évoquant le règne de Charles XIV Jean (Bernadotte), et ses successeurs.

## Lieu de tournage
Des séquences ont été tournées au musée dans le cadre d'un numéro de l'émission Secrets d'Histoire consacré à Désirée Clary, intitulé Désirée Clary, Marseillaise... et reine de Suède, et diffusé le 25 août 2015 sur France 2.